# プリーチャー・マン (バナナラマの曲)
『プリーチャー・マン』(Preacher Man)は、英国のガール・グループのバナナラマがレコーディングした楽曲。グループの5枚目のスタジオ・アルバム『ポップ・ライフ』（1991年）に収録されており、アルバムから2枚目のシングルとして発売した。曲の補作とプロデュースにはユースが関わり、追加のプロダクションとリミックスはシェップ・ペティボーンが担当した。
「トリッピング・オン・ユア・ラヴ」が元々セカンドシングルとして予定されており、1990年暮れにいくつかのプロモ盤がラジオ局に送られていた。しかしメンバーのサラ・ダリンが髄膜炎を煩いシングルの発売が遅れる事になった。彼女が回復した後、ロンドン・レコードは「プリーチャー・マン」こそがセカンドシングルにふさわしいと決定し、1990年12月に発売した。「トリッピング・オン・ユア・ラヴ」はその後アルバムの4枚目のシングルとして発売されている。
このポップダンス・チューンは『ポップ・ライフ』から発売された最も高順位と高い売り上げを記録したシングルになり、全英シングルチャートで20位に上昇した。このシングルは2005年の「マイ・ディレクション」が発売されるまで最後にトップ20に登場したシングルだった。オーストラリアのARIAシングルチャートでは147位に達した。「プリーチャー・マン」は全米では発売されなかった。
この曲は2017-2018年のオリジナル・ラインナップ・ツアーでも披露され、シヴォーン・ファーイにとって彼女の脱退後に発売されたシングルにもかかわらず、この曲が好きである事からセットリストに組み込まれた。

## チャート
| チャート (1990年)                | 最高順位 |
| -------------------------------- | -------- |
| オーストラリア (ARIA)            | 147      |
| ベルギー (Ultratop Flanders)     | 40       |
| ヨーロッパ (Eurochart Hot 100)   | 57       |
| ドイツ (Official Charts Company) | 46       |
| アイルランド (IRMA)              | 11       |
| イタリア (Musica e dischi)       | 42       |
| イギリス (OCC)                   | 20       |
| イギリス ダンス (Music Week)     | 22       |